# Otívar
Otívar ist ein Ort in der spanischen Autonomen Region Andalusien nahe der Costa Tropical, einem Küstenstreifen zwischen Nerja (Provinz Málaga) und Motril (Provinz Granada) mit subtropischem Klima. Im Jahr 2024 hatte er 1.038.

## Persönlichkeiten
- José Cayetano Parra Novo (* 1950), spanisch-guatemaltekischer Ordensgeistlicher, römisch-katholischer Bischof von Santa Rosa de Lima